# جوزفين فورسبرغ
جوزفين فورسبرغ (بالإنجليزية: Josephine Forsberg)‏ هي كاتِبة أمريكية، ولدت في 1921 في الولايات المتحدة، وتوفيت في 3 أكتوبر 2011.

## وصلات خارجية
- جوزفين فورسبرغ على موقع IMDb (الإنجليزية)